# Henry Clinton (7e comte de Lincoln)
Pour les articles homonymes, voir Clinton.
Henry Clinton, 7e comte de Lincoln, (1684 - 7 septembre 1728) est le fils de Francis Clinton, 6e comte de Lincoln et de sa deuxième épouse, Susan Penniston, fille de Anthony Penniston. À la mort de son père en 1693, il devient le 7e comte de Lincoln.

## Biographie
Beau-frère d'un éminent homme politique (le duc de Newcastle), il occupe plusieurs postes au cours de sa vie. En 1719, il est l'un des principaux abonnés de la Royal Academy of Music (1719), une société qui produit des opéras baroques sur scène. De 1715 à 1720, il est le payeur des forces. Trois ans plus tard, il est nommé Lord Lieutenant de la Tower Hamlets et Connétable de la Tour de Londres, un poste prestigieux. Il est élu bailli du conseil d'administration de la Bedford Level Corporation en 1724, poste qu'il occupe jusqu'à sa mort.
En 1725, le refus de Lord Pulteney de suivre les instructions de Walpole entraîne le renvoi de Pulteney en tant que Cofferer of the Household. Clinton est nommé pour le remplacer, ce qui lui vaut d'être également nommé d'office au Conseil privé. Il occupe ce poste d'officier d'État jusqu'à sa mort en 1728.
Le 16 mai 1717, il épouse Lucy Pelham, fille de Thomas Pelham (1er baron Pelham) et sœur de Thomas Pelham-Holles, et ils ont deux enfants:
- George Clinton, 8e comte de Lincoln (1718-1730)
- Henry Pelham-Clinton (2e duc de Newcastle) et 9e comte de Lincoln (1720-1794)